# Manuel Veloso Borges
Manuel Veloso Borges (Pilar, Paraíba, 11 de abril de 1885 – Rio de Janeiro, 27 de abril de 1959) foi um médico e político brasileiro.
Filho de Anísio Pereira Borges e de Virgínia Veloso Borges. Casou com Andréia Marques Veloso Borges, com quem teve três filhas. Seu irmão Virgínio Veloso Borges foi senador pela Paraíba de 1952 a 1955. Diplomado em 1908 pela Faculdade de Medicina da Bahia.
Foi eleito senador pela Paraíba, exercendo o mandato de maio de 1935 a 10 de novembro de 1937.